# H10N8亜型
H10N8亜型（えいちじゅうえぬはちあがた、Influenza A virus subtype H10N8）とは、A型インフルエンザウイルスの1亜型。

## 概要
H10N8亜型は、1965年にイタリアでウズラ類から発見された。この株は現在 A/quail/Italy/1117/1965 (H10N8) 株と呼ばれている。
2012年には、1月に中華人民共和国広東省の鳥市場にいたアヒルから採集された A/Duck/Guangdong/E1/2012 (H10N8) 株から全ゲノム配列が解読され、6月に論文とゲノム配列が公開されている。解読の結果、HAセグメントのアミノ酸配列は弱毒性である事を示していた。またHAタンパク質は、株が鳥由来のインフルエンザウイルスであることを示していた。またNA遺伝子は北米系統、HA遺伝位はユーラシア系統である事が分かった。
その他、H10N8亜型の株は以下の報告例がある。主にカモ科の生物から発見されており、生息地も幅広い。
| 分離番号  | 発見生物         | 場所                              | 報告年 | 備考                         |
| --------- | ---------------- | --------------------------------- | ------ | ---------------------------- |
| 1117      | ウズラ類         | イタリア                          | 1965年 | 初めて発見された株。         |
| 39403     | ウズラ類         | イタリア                          | 1965年 |                              |
| 544       | ウズラ類         | イタリア                          | 1966年 |                              |
| 2         | ミズナギドリ類   | オーストラリア                    | 1972年 |                              |
| 5         | シチメンチョウ   | アメリカ合衆国 ミネソタ州         | 1979年 |                              |
| 223       | マガモ           | アメリカ合衆国 アルバータ州       | 1998年 |                              |
| ES1-9     | （野鳥の糞）     | 大韓民国                          | 2003年 |                              |
| ES1-17    | （野鳥の糞）     | 大韓民国                          | 2003年 |                              |
| 7         | マガモ           | スウェーデン                      | 2003年 |                              |
| 1148668   | キョウジョシギ   | アメリカ合衆国 ニュージャージー州 | 2004年 |                              |
| 297       | クロガモ         | アメリカ合衆国 メリーランド州     | 2005年 |                              |
| 295       | コオリガモ       | アメリカ合衆国 メリーランド州     | 2005年 |                              |
| W95       | アヒル           | 日本 北海道                       | 2006年 |                              |
| 44221-656 | オナガガモ       | アメリカ合衆国 カリフォルニア州   | 2006年 |                              |
| 5MP0758   | マガモ           | アメリカ合衆国 アラスカ州内陸部   | 2006年 |                              |
| 3-9       | （環境）         | 中華人民共和国 湖南省 洞庭湖      | 2007年 |                              |
| 9235      | ハシビロガモ     | アメリカ合衆国 カリフォルニア州   | 2008年 |                              |
| 379       | 渉禽類           | アメリカ合衆国 デラウェア湾       | 2008年 |                              |
| 878V      | アラナミキンクロ | モンゴル                          | 2009年 |                              |
| 879V      | ビロードキンクロ | モンゴル                          | 2009年 |                              |
| 907V      | ハシビロガモ     | モンゴル                          | 2009年 |                              |
| 1602      | アカツクシガモ   | モンゴル                          | 2010年 |                              |
| 1041      | マガモ           | 大韓民国                          | 2010年 |                              |
| 1203      | マガモ           | 大韓民国                          | 2010年 |                              |
| E1        | アヒル           | 中華人民共和国 広東省             | 2012年 | 全ゲノム配列が解読された株。 |

## ヒトへの感染
2013年12月18日に、初のH10N8亜型によるヒトへの感染・死亡事例が報告された。中華人民共和国江西省南昌市で11月30日、73歳の女性が重度の肺炎と筋力低下で地元の病院に入院し、抗生物質と抗ウイルス剤の投与にもかかわらず12月6日に死亡した。女性は高血圧や心臓病で免疫力が低かったとみられ、また、生きた鳥を扱う市場に出入りしていたが、鳥をさばいてはいない。女性との接触があった他の人に対する感染は報告されておらず、ゲノム解析から弱毒性が指摘されており、今回のケースは個別的な案件でヒト-ヒト感染の危険性は低いとみられていた（後述）。
2014年1月25日には、ヒトに対する感染では2例目となる55歳の女性に対する感染が確認された。場所は前例と同じ江西省南昌市で、市場に出入りしていた事が確認されている。病状は発表時点で重体。身近な人に症状は出ていない。

### ヒトでの流行の可能性
その後の研究で2014年2月に、73歳女性の感染したウイルスに遺伝子変異が見られパンデミック（世界的流行）の可能性を排除できないと発表された。特にH9N2,H7N9,H5N1という3種類のウイルスの遺伝子を取り込んでおり、H7N9とH5N1は多くの死者を含む人間への感染が起こっている。また鳥類に対する病原性が低いため監視が難しい。